# Emmitsburg
Emmitsburg és una població dels Estats Units a l'estat de Maryland. Segons el cens del 2000 tenia 2.290 habitants.

## Demografia
Segons el cens del 2000, Emmitsburg tenia 2.290 habitants, 811 habitatges, i 553 famílies. La densitat de població era de 768,8 habitants/km².
Dels 811 habitatges en un 38,3% hi vivien nens de menys de 18 anys, en un 50,2% hi vivien parelles casades, en un 13,2% dones solteres, i en un 31,7% no eren unitats familiars. En el 26,8% dels habitatges hi vivien persones soles l'11,1% de les quals corresponia a persones de 65 anys o més que vivien soles. El nombre mitjà de persones vivint en cada habitatge era de 2,56 i el nombre mitjà de persones que vivien en cada família era de 3,03.
Per edats la població es repartia de la següent manera: un 24,4% tenia menys de 18 anys, un 6,7% entre 18 i 24, un 31,4% entre 25 i 44, un 16,6% de 45 a 60 i un 20,8% 65 anys o més.
L'edat mediana era de 37 anys. Per cada 100 dones de 18 o més anys hi havia 70 homes.
La renda mediana per habitatge era de 38.710 $ i la renda mediana per família de 46.328 $. Els homes tenien una renda mediana de 32.578 $ mentre que les dones 23.235 $. La renda per capita de la població era de 16.216 $. Entorn del 4,2% de les famílies i el 12,9% de la població estaven per davall del llindar de pobresa.

## Poblacions més properes
El següent diagrama mostra les poblacions més properes.